# مكتب الأمم المتحدة في جنيف

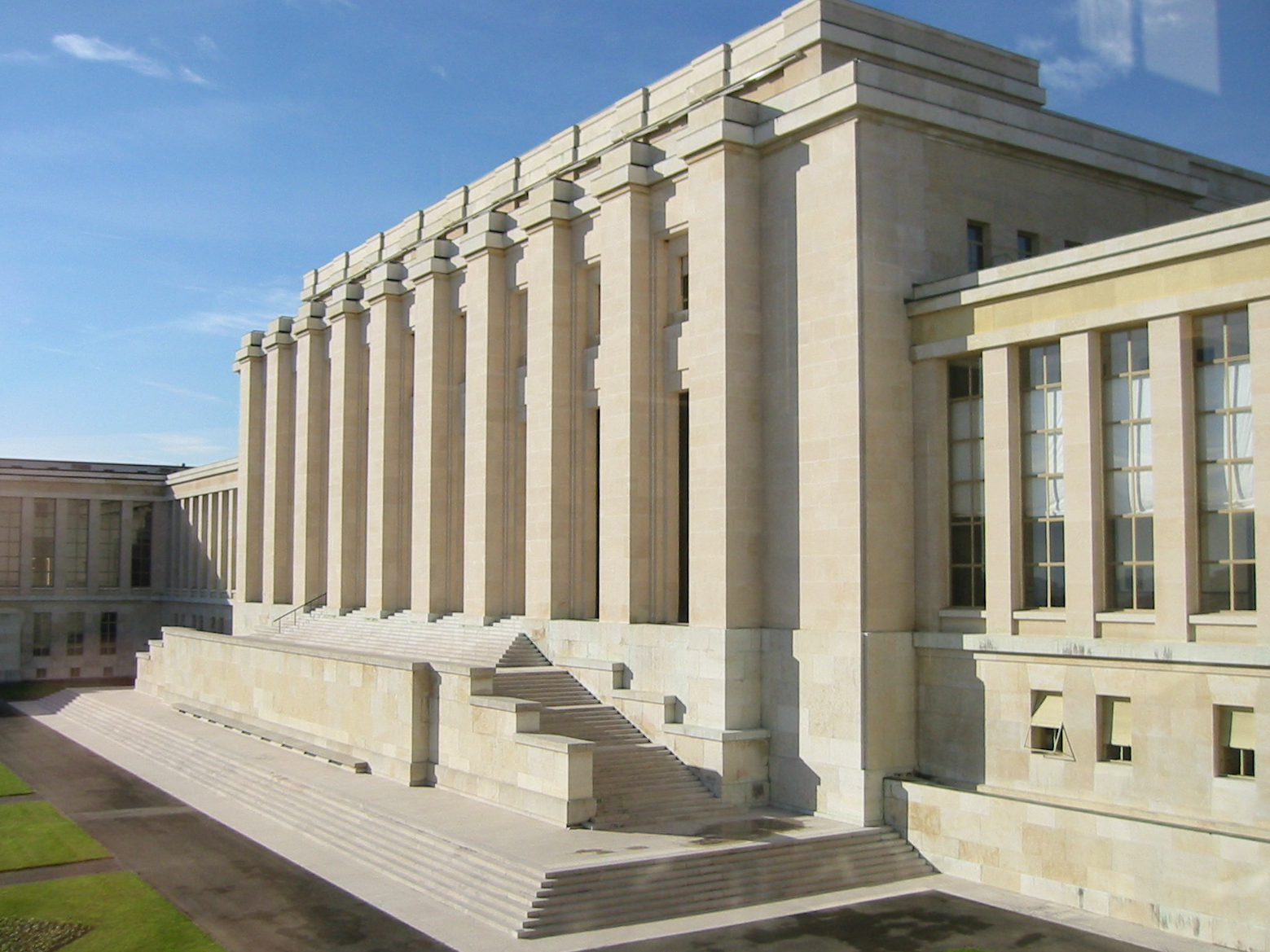
قصر الأمم، مكتب الأمم المتحدة بجنيف المبنى الرئيسي

مكتب الأمم المتحدة في جنيف (UNOG) هي ثاني أكبر من أربعة أجنحة المكاتب الرئيسية للأمم المتحدة، وهو يقع في قصر الأمم في جنيف بسويسرا، شُيِّد هذا القصر في الأصل مقرًا لعصبة الأمم بين عامي 1929 و1938، وتوسعت في أوائل الخمسينات وأواخر عام 1960. وإلى جانب إدارة الأمم المتحدة، كما يستضيف مكاتب لعدد من البرامج والصناديق مثل مؤتمر الأمم المتحدة للتجارة والتنمية (UNCTAD), مكتب الأمم المتحدة لتنسيق الشؤون الإنسانية (OCHA) ولجنة الأمم المتحدة الاقتصادية لأوروبا (ECE).
الأمم المتحدة والوكالات المتخصصة التابعة لها وبرامجها وصناديقها وقد يكون المكاتب أو دالات أخرى استضافت خارج «قصر الأمم»، عادة في المساحات المكتبية التي تقدمها الحكومة السويسرية.
وكالات الأمم المتحدة المتخصصة وكيانات الأمم المتحدة الأخرى ولها مكاتب في جنيف عقد جلسات إحاطة كل أسبوعين في قصر الأمم، التي نظمتها دائرة الأمم المتحدة للإعلام في جنيف.